# Armando Izzo
Armando Izzo, noto anche con lo pseudonimo di Fragola Doria (Afragola, 12 giugno 1916 – Afragola, 19 dicembre 2004), è stato un partigiano italiano, comandante partigiano della Resistenza, avvocato, sindaco di Afragola.

## Biografia

Armando Izzo detto "Fragola Doria"

Figlio di Gioacchino, nacque ad Afragola (Na) il 12 giugno 1916. Si laureò in legge pochi giorni prima che venisse chiamato con la leva obbligatoria a combattere nella zona di Mentone con il grado di sottotenente. Cominciò subito a lavorare per il Tribunale Militare di Guerra della quarta Armata a Breil-sur-Roya, e proprio grazie a questa esperienza cominciarono a maturare in lui forti dubbi sul momento politico italiano nel quale viveva. Dopo l'8 settembre 1943, avvenuto l'armistizio, con l'aiuto di maquisards francesi, Izzo riuscì a fuggire e, attraverso i passi alpini, giunse a Cima di Marta e quindi prese dimora a Triora.
Entrò nelle formazioni partigiane col soprannome di “Fragola Doria” (il soprannome serviva a non essere identificati dai fascisti, nel suo caso fu chiamato “Fragola” perché di Afragola, “Doria” per il colore dei capelli, in realtà più rossi che dorati). Inizialmente fu inquadrato nella IX Brigata “Felice Cascione” comandata da Vittò (soprannome di Guglielmo Vittorio) e successivamente nella V Brigata d'assalto “Luigi Nuvoloni”, partecipò a numerose azioni contro i nazifascisti come ufficiale alle operazioni. Distintosi per il coraggio e per lo sprezzo del pericolo, a dicembre del 1944 prese il comando della V Brigata, sostituendo Vittò, passato a dirigere la II Divisione F. Cascione; tenne il comando fino alla Liberazione. Tra l'altro diresse l'attacco a Breil, fece saltare il viadotto tra Digne e Nizza, appena ricostruito dai tedeschi, partecipò all'occupazione di Pigna, contribuendo alla nascita della Libera Repubblica di Pigna.
Insieme a Don Peitavino (Silla) di Isolabona fu il creatore e l'animatore del giornale “Il Garibaldino”, stampato a Realdo. Tra i redattori del giornale vi fu anche Italo Calvino, allora giovane aderente alla lotta partigiana proprio nella V Brigata.
L'8 ottobre 1944 fu ferito gravemente in località Prealba vicino Pigna, durante uno scontro a fuoco con i tedeschi; ritenuto morto, furono celebrati i suoi funerali. Era stato invece trovato da abitanti del luogo e portato in una baita in alta montagna, dove fu curato. Riprese la lotta fino alla Liberazione.
Alla fine della guerra, con altri suoi compagni di lotta dell'ANPI (Associazione Nazionale Partigiani d'Italia), si prodigò per istituire a Sanremo una scuola post-bellica, il Convitto-Scuola Luigi Nuvoloni. La sede fu l'ex consolato tedesco in viale Carducci; il convitto ospitò per tre anni centinaia di protagonisti della lotta armata, che ebbero così la possibilità di conseguire il diploma alberghiero, di geometra, di perito tecnico, di ragioniere.
Tornato nella sua città, continuò il suo impegno civile, prima come Sindaco di Afragola, poi come consigliere provinciale. Non dimenticò mai il periodo della lotta partigiana, tanto da tornare spesso nella zona di Imperia per incontrare i suoi compagni partigiani.

## Onorificenze
Il 25 aprile 2002 il paese di Castel Vittorio in Valle Nervia (Imperia) gli ha conferito la cittadinanza onoraria. In quell'occasione un centinaio di protagonisti della Resistenza ligure si erano dati appuntamento per consegnare all'ex comandante partigiano la medaglia d'onore “Uniti per la libertà” coniata dallo scultore Renzo Orvieto, a sua volta partigiano.